# 봉화군의 향토문화재
봉화군의 향토문화재는 비지정문화재 중에서 봉화군수가 제13조에 따라 지정한 것을 말하며, 그 유형은 다음 각 목과 같다.
1. 향토유형유산 : 건조물, 전적, 고문서, 회화, 조각, 성곽, 고분, 사적지, 명승지, 민속자료, 고고자료 등 유형의 문화적 소산으로서 향토문화 보존에 필요한 것
2. 향토무형유산 : 연극, 음악, 무용, 공예기술, 의식, 풍속, 민간신앙 등 무형의 문화적 소산으로서 향토문화 보존에 필요한 것

## 참고 문헌
- 봉화군 홈페이지 - 고시/공고